# Известия Псковского губкома РКП(б)
Известия Псковского губкома РКП(б) — общественно-политический информационный коммунистический журнал, распространявшийся на территории Пскова и прилежащих районов в 1921—1927 гг.

## Рубрики и материалы
- Статьи и очерки по партийным и хозяйственным вопросам[1]
- История псковского подразделения РКП (рубрика «Истпарт»)[2]
- Воспоминания о В. И. Ленине в Пскове [3]
- Строго отобранные произведения художественной прозы и поэзии
- Исторические материалы[4]

## Интересные факты
- В журнале выходили статьи псковского краеведа, историка А. Н. Галацера[5]
- В 1926-27 гг журнал выходил под названием «Спутник большевика» [6]